# Napad na konwój pieniędzy Swarzędzkiej Fabryki Mebli
Napad na konwój pieniędzy Swarzędzkiej Fabryki Mebli – napad z 10 sierpnia 1993 roku w Swarzędzu pod Poznaniem, w wyniku którego przestępcy zrabowali 5,2 mld złotych (obecnie 520 tys. zł). Pieniądze były przeznaczone na wypłaty dla pracowników fabryki mebli. Wszyscy trzej sprawcy tego zaplanowanego i zorganizowanego rozboju zostali niecały miesiąc później zatrzymani, a następnie skazani na kary pozbawienia wolności. Odzyskano większą część pieniędzy. W mediach wydarzenie to określane jest jako „polski napad stulecia” lub „kradzież stulecia”.

## Przebieg
Sprawcami napadu byli: Waldemar Maciejewski (38 l., właściciel warsztatu samochodowego i główny organizator rozboju), Adam Bąkowski (32 l., kierowca) i Robert Krajewski (36 l., były taksówkarz). Wcześniej nie byli notowani przez policję. W maju 1993 roku przeprowadzili próbny napad na kasjerki Swarzędzkiej Fabryki Mebli, przewożące gotówkę pobraną z Banku Gdańskiego w Poznaniu i ochraniane przez jednego strażnika. Sprawcy nie zrabowali pieniędzy. Po tym zdarzeniu zarząd fabryki postanowił zatrudnić zewnętrzną firmę ochroniarską „Alwas”.
Celem przeprowadzenia napadu grupa zakupiła samochód dostawczy volkswagen transporter – taki, jakiego używała wynajęta firma ochroniarska. Zaopatrzyli się także w podobne stroje konwojentów i broń palną. 9 sierpnia skontaktowali się z agencją ochrony i, podając się za pracowników fabryki mebli, przesunęli odbiór pieniędzy na dzień następny. Tego samego dnia wieczorem odcięli kable telefoniczne, aby pracownicy fabryki nie mogli skontaktować się z agencją ochrony (odcinając główną magistralę telekomunikacyjną spowodowali awarię obejmującą wszystkich abonentów w Swarzędzu, Pobiedziskach i Kostrzynie).
10 sierpnia w przebraniu ochroniarzy zawieźli pracowników fabryki do banku, po czym w drodze powrotnej obezwładnili ich, zrabowali im pieniądze i skrępowanych porzucili w lesie w pobliżu Wierzonki. Porzucili również samochód, który podpalili. Zrabowali łącznie 5,2 mld zł (obecnie równowartość 520 tys. zł). Pieniądze te były przeznaczone na wynagrodzenia dla pracowników zakładu.

## Śledztwo i proces
Zarząd fabryki wyznaczył nagrodę w wysokości 500 mln zł za pomoc w zatrzymaniu sprawców. Zajmująca się tą sprawą policyjna grupa operacyjna liczyła 14 osób. Na podstawie m.in. portretów pamięciowych oraz zachowanych numerów silnika i podwozia spalonego volkswagena policjanci zatrzymali przestępców 2 września na ulicy Lutyckiej. Sprawcy wyruszali wówczas w podróż do Szczecina, prawdopodobnie w celu wymiany pieniędzy na inną walutę. Wszyscy trzej przyznali się do winy.
Odzyskano 3,2 mld zł., 52 tys. niemieckich marek oraz 0,5 mld zł, przechowywanych u znajomej jednego ze sprawców. Ponadto zabezpieczono cztery pistolety: TT (zrabowany strażnikowi), dwie sztuki pistoletu typu CZ oraz pistolet maszynowy Sa vz.61 Škorpion.

## Konsekwencje
Sprawcy zostali skazani na kary pozbawienia wolności – Maciejewski na 8 lat i 250 mln zł grzywny, Krajewski i Bąkowski na 7 lat i 50 mln zł grzywny. Musieli również zapłacić Telekomunikacji Polskiej odszkodowanie za uszkodzenie infrastruktury technicznej.
Wskutek napadu zdecydowano, aby pracownikom Swarzędzkiej Fabryki Mebli założyć konta bankowe, na które przelewano wypłaty.